# Gemerská Panica
Gemerská Panica es un municipio del distrito de Rožňava en la región de Košice, Eslovaquia, con una población estimada a final del año 2024 de 568 habitantes.
Se encuentra ubicado al oeste de la región, en la cuenca hidrográfica del río Hernád, y cerca de la frontera con la región de Banská Bystrica y Hungría.

## Demografía
| Año        | 1994 | 2004    | 2014    | 2024     |
| ---------- | ---- | ------- | ------- | -------- |
| Población  | 732  | 707     | 644     | 568      |
| Diferencia |      | −3,41 % | −8,91 % | −11,80 % |

| Año        | 2023 | 2024    |
| ---------- | ---- | ------- |
| Población  | 578  | 568     |
| Diferencia |      | −1,73 % |